# Тун-Каб-Хиш
Тун-Каб-Хиш (майя: TU:N-K'AB-HIX «Каменная рука ягуара») — правитель Канульского царства со столицей в Цибанче.

## Биография
Тун-Каб-Хиш является преемником Юкном-Чена I, воцарившись около 520 года.
Иероглифическая лестница из Эль-Ресбалона описывает, как царь Эль-Ресбалона становиться вассалом Кануля в 529 году.
На перемычке из Яшчилана записаны военные успехи Кинич-Татбу-Холя II. Там же упоминается схваченный им пленник из Кануля в 537  году (это могла быть женщина).
Стела 25 из Наранхо описывает воцарение Ах-Восал-Чан-Кинича, где присутствовал Тун-Каб-Хиш.

### Семья
Отцом Тун-Каб-Хиша был его предшественник Юкном-Чен I.
Женой Тун-Каб-Хиша была Иш-Эк-Нах («Звёздный дом»).
9.4.5.6.16, 12 Kib 9 Pax (5 февраля 520 года) их дочь отправилась в Ла-Корона, чтобы выйти замуж за его правителя.